# Schimanski: Loverboy
Loverboy ist ein Fernsehfilm aus der Kriminalreihe Schimanski der ARD. Der Film wurde von Colonia Media produziert und wurde am 10. November 2013 erstmals gesendet. Es ist die 17. und letzte Folge der Schimanski-Reihe mit Götz George. Die Premiere war vorab bereits am 3. Oktober 2013 im Rahmen des Internationalen Film & Fernsehfestivals Köln.

## Handlung
Der inhaftierte Kriminelle Kaijewski bittet Schimanski um seine Hilfe, denn seine Tochter Jessica ist verschwunden. Schimanski nimmt schließlich die Ermittlungen auf. Jessica ist in die Fänge eines sogenannten Loverboys geraten, was ihr zunächst nicht bewusst ist. Nils, der Loverboy, der ihr anfänglich Geschenke macht und Gefühle vorspielt, stellt sich im Verlauf als gewalttätiger Zuhälter heraus, der Jessica isoliert, misshandelt und schließlich zur Prostitution zwingt. Bei einer zu Beginn des Films gefundenen Leiche handelt es sich um Daan, einen Komplizen von Nils, der ebenfalls mit der Loverboy-Methode junge Mädchen zur Prostitution zwang. Die Spuren führen nach Rotterdam. Susanne Mellert, die Schimanski nach Rotterdam begleitet, gesteht ihm schließlich, dass sie Daan erschossen hat. Susannes Tochter Lisa war ebenfalls von Daan zur Prostitution gezwungen worden. Schimanski lässt die Tatwaffe verschwinden, weshalb die Täterin nicht überführt werden kann. Nils wird schließlich in Rotterdam verhaftet. Jessica kehrt zu ihrer Mutter zurück, Lisa allerdings kann sich aus dem Milieu nicht mehr lösen.

## Hintergrund
Die Dreharbeiten fanden vom 27. Mai 2013 bis 28. Juni 2013 in Rotterdam, Köln und Duisburg statt.
Der Begriff „Loverboy“ bezeichnet eine Methode der Rekrutierung zur Zwangsprostitution, über die vor allem in Boulevardmedien berichtet wird. Die Relevanz und der Wahrheitsgehalt dieser Berichterstattung werden allerdings von seriösen Medien angezweifelt.
Den Orden vom Niederländischen Löwen, den Chiem van Houweninge (als Hänschen) im Film verliehen bekommt, trägt er im wahren Leben tatsächlich. Dieser wurde ihm von der niederländischen Königin Beatrix persönlich verliehen. Während der Dreharbeiten war die Königin jedoch nicht mehr im Amt, weshalb "Ritter Hänschen" angeblich von ihrem Nachfolger ernannt wurde, König Willem-Alexander.

## Rezeption

### Kritiken
„Trotzdem, das ist die traurige Ahnung, die am Ende mitschwingt, könnte diese unter vielen Schmerzen der Fernsehwirklichkeit abgerungene 'Schimanski'-Folge gut die letzte sein.“

„[…] das sind die Momente, um derentwillen auch diese Schimanski-Folge sehenswert ist. Genauso wie in der Eröffnungsszene des Films sieht man an ihnen: Schimanski kann zwar nicht mehr alles, und er versucht es gar nicht erst. Das aber, was er kann, macht er noch: Er provoziert, streitet, pöbelt und tröstet. Und er macht das richtig gut.“

„Die Geschichte wird vom routinierten Regisseur Kaspar Heidelbach eher konventionell runtererzählt, das Motiv der großäugigen und verschleppten Kindfrau scheint sehr überstrapaziert im deutschen Kriminalfilm – wobei die Variation des Themas diesmal ungewohnt ist. Und wahrscheinlich würde man Schimanskis ewigen Kampf mit dem Smartphone albern finden, wenn man bei ihm nicht immer diese großen Momente mitdenken würde, die man mit ihm erlebt hat, damals in den Achtzigern. Mit ihm, und mit Thanner und Königsberg und Hänschen.“

### Einschaltquoten
Die Erstausstrahlung von Loverboy am 10. November 2013 wurde in Deutschland von 8,21 Millionen Zuschauern gesehen und erreichte einen Marktanteil von 22,1 % für Das Erste.